# Rómulo Díaz de la Vega
Rómulo Díaz de la Vega (Mexikóváros, 1800. május 23. – Puebla, 1877. október 3.) egy mexikói katona és konzervatív politikus volt, aki 1855-ben néhány hétig az ország ideiglenes elnöke is volt, korábban és később pedig több szövetségi államot is kormányzott.

## Élete
Mexikóvárosban született 1800-ban, majd 1822-ben katonai pályára lépett. 1825 után a föderalistákkal szemben álló konzervatívokhoz csatlakozott, majd Mexikó több háborújában is részt vett: 1836-ban El Álamónál harcolt a texasi felkelők ellen, valamint 1847-ben, a mexikói–amerikai háború során Angosturánál és Cerro Gordónál: ez utóbbi alkalommal fogságba esett, és New Orleansba vitték. Hazatérve, a Guadalupe Hidalgó-i béke után többféle katonai tisztséget is betöltött, érdemei miatt pedig kitüntették a Cruz de Honorral, Puebla állam pedig az „állam érdemes személye” (Benemérito del Estado) címet adományozta neki. Szolgált Pueblában, majd kormányozta Yucatán államot (1853 és 1854 között) és Tamaulipast is (1855 elején), majd Mexikóváros katonai parancsnokává vált.
Amikor 1855-ben Martín Carrera elnök lemondott, és a szabadelvűek cuernavacai gyűlésükön próbáltak meg elnököt választani, az (egyesek szerint opportunista módon) az Ayutla-tervhez csatlakozó Rómulo Díaz nyilvánította magát elnöknek mindenféle megválasztás vagy kinevezés nélkül. A tisztséget 22 napig töltötte be, szeptember 12-től október 3-ig, ezalatt pedig a zűrzavaros idők ellenére képes volt fenntartani a teljes sajtószabadságot, valamint eltörölte az ajtókra, ablakokra, háziállatokra és hasonlókra kivetett adókat. Amikor a győztes Ayutla-terv vezére, Juan Álvarez tábornok október elején távozásra szólította fel, átadta neki az elnökséget. Díaz rövid időre visszavonult a magánéletbe, de 1856-ban ismét a konzervatívokhoz csatlakozott, és fellázadt a kormány ellen, ezért az Amerikai Egyesült Államokba száműzték. Hazatérése és a belföldi politikai helyzet megváltozása után Miguel Miramón Mexikóváros kormányzásával bízta meg, 1860-ban pedig a konzervatív sereg második hadtestének parancsnoka lett. 1863-ban részt vett a Habsburg–Lotaringiai Miksát császárrá választó juntában, majd amikor Miksa Mexikóba érkezett, az ő szolgálatába állt. 1864-ben Jaliscóban birodalmi prefektussá nevezték ki, de Benito Juárez győzelme után két év börtönre ítélték. Ezt az ítéletet Puebla városában kellett letöltenie, ahol szabadulása után haláláig, 1877-ig élt visszavonultan.